# 地域振興情報ライブラリー
地域振興情報ライブラリー（ちいきしんこうじょうほうライブラリー）は、日本の地域振興プロジェクトの活性化と円滑な推進を図ることを目的として、国土交通省が地方公共団体等の協力を得て全国の地域振興プロジェクトの情報を一元的に収集・整理し公開しているデータベースである。
登録されるプロジェクトの範囲は、インフラ（社会基盤）整備等のハードを中心としたものから、企業誘致、人材育成、イベント開催等のソフトを中心としたものまで、まちづくり、村づくり、地域おこし　に関するプロジェクト全般にわたっている。その総数は約3万件であり、47全都道府県およびほとんど全ての市町村から提供されている。
各プロジェクトについての詳細情報の項目は、
1. プロジェクト名
2. 地方公共団体名
3. 担当部署
4. 進行状況
5. プロジェクト課題
6. プロジェクト分野
7. 事業の性格
8. 背景・目的
9. 具体的内容・事業の目的
10. 事業の経緯
11. 事業費
12. 単独・補助の別
13. 適用支援制度
14. 民活のための施策適用状況
15. 実施上の問題点と解決策
16. 事業の効果と住民の反応
17. 今後の課題と展望
18. 紹介可能資料・報告書名
19. 関連ホームページ

等である。
地域振興情報ライブラリーは、1983年12月に当時の国土庁が開設したもので、当初は行政関係者のみの利用に限られていたが、1999年7月よりウェブページ上で一般に公開されているので、インターネットで誰でも自由に利用することができる。主として地方公共団体の政策担当者がプロジェクトの企画立案にあたって他団体の事例を参考にするための情報源として利用することを意図して整備されているものであるが、研究資料などとして活用することも可能である。